# Carlo Scarpa
Carlo Alberto Scarpa (Veneția, 2 iunie 1906 – Sendai, 28 noiembrie 1978), desenator,  arhitect și profesor universitar, fruntaș al arhitecturii moderne.

## Biografia
Născut în Veneția, pe data de 1 iunie 1906, Carlo Scarpa își petrece copilăria în Vicenza, unde termină Institutul Tehnic, în anul 1919. Își continuă studiile la Academia de Arte din Veneția, devenind asistentul arhitectului venețian Vincenzo Rinaldo, iar apoi colaborator al artizanilor sticlei de Murano.
În 1926 după obținerea diplomei în desen arhitectonic, devine profesor al Universității IUAV, fondată în același an. Concomitent, lucrează pentru firma de sticlărie artistică „Cappellin”, din Murano. Din 1936 până în 1947 este consilier artistic la atelierul de sticlă de Murano al lui Paolo Venini. În această perioadă se interesează în deosebi de arta japoneză, de stilul caracteristic Secesiunii vieneze reprezentat de artiști precum Hoffmann, Loos și Wagner, mai apoi de arhitectura organică a  canadianului Frank Lloyd Wright. A creat opere artistice din sticlă. Între 1972 și 1974 a fost directorul universității IUAV.
În anul 1936, obține prima sa intervenție artistică importantă, în cadrul Universității Ca' Foscari din Veneția, unde se va întoarce după douăzeci de ani, în 1956, pentru a-și modifica prima creație.
În 1948, cu ocazia unei expoziții retrospective dedicată artistului Paul Klee începe colaborarea cu Bienalele Venețiene care îl afirmă ca maestru al artei de a prezenta  arta. Scarpa participă la numeroase expoziții naționale și internaționale la Londra, New York, Madrid și Paris.
În 1956, după obținerea Premiului Național Olivetti penrtru arhitectură, i se comisionează spațiul expozitiv Olivetti din Piața San Marco a orașului natal. În același an este acuzat de profesarea ilegitimă a meseriei de arhitect, iar succesivul proces reprezintă punctul culminant al controversei pe acest subiect. Acestor discuții li se pune sfârșit abea după moartea artistului, prin acordarea Diplomei Honris Causa pentru arhitectură. Carlo Scarpa s-a stins din viată în urma unui accident (împiedicându-se de o treaptă), în Sendai, în anul 1978.

## Caracteristicile arhitectonice ale artei lui Carlo Scarpa
Arhitectura lui Carlo Scarpa se bazează pe trei teme fundamentale: atenta proiectare, plecată de la reflexii vizuale, așadar de la un desen pregătitor; amenajarea minuțioasă a spațiilor expozitive și profundul respect pentru arhitectura antică, evident în restaurarea clădirilor sau realizarea unor noi proiecte într-un context antic.

### Desenele pregătitoare
În desenele sale pregătitoare, Scarpa își materializează ideile și profundele reflexii într-o serie de elemente presentate până în cele mai mici detalii, care dădeau dovadă de faptul că oprele sale nu trebuiau să fie doar frumoase, ci și, pe cât posibil, funcționale.

### Muzeele
Scarpa amenajează spațiile expozitive plecând de la elementul pe care îl consideră cel mai important pentru a putea valoriza operele prezente în muzee: lumina. Lumina devine astfel elementul fundamental pentru a înțelege și a face înțelese aceste opere, încadrându-le într-un spațiu neutru, ideal pentru contemplare.

### Restaurări
Carlo Scarpa avea o uimitoare capacitate de a înțelege contextul arhitectonic preexistent, iar acest punct de forța este dovedit de toate operele sale de restaurare, prin care a creat un dialog între arhitectura antică și cea modernă.

## Opere
Printre operele de exceptională valoare artistică ale lui Scarpa se numără reședințe private, monumente, muzee, intervenții în cadrul multor clădiri publice și magazine, biserici și faimoase sculpturi.

### Reședințe
- Casa Balboni, Veneția, 1964-1974
- Casa Bellotto
- Casa Carlo Scarpa
- Casa Curto
- Casa și biroul Gallo
- Casa si biroul Scatturin
- Casa Giacomuzzi
- Casa Golin
- Casa Ottolenghi, Bardolino (Verona), 1974-1979
- Casa Pelizzari
- Casa Romanelli
- Casa Simoncini
- Casa Veritti, Udine, 1955-1961
- Casa Zentner
- Grădina casei Guarnieri
- Vila Bortolotto
- Vila Palazzetto

## Monumente
- Mormântul Brion[14], San Vito d'Altivole (Treviso), 1969-1978

- Monumentul comemorativ al celei de-a doua aniversări a masacrului din Piața Lojei din Brescia, 1974-1976, 1977
- Mormântul Capovilla, Veneția
- Mormântul Galli Genova, proiectat între anii 1976 și 1978, realizat post mortem (1981)
- Mormântul Rinaldo-Lazzari, Quero (BL), 1960
- Mormântul Veritti, Udine
- Mormântul Zilio, Udine, 1960

### Muzee
- Bienala XXV: Pavilionul cărții, Veneția
- Galeria de arta modernă Cavallino Veneția
- Galeria Uffizi Florența, 1953-1960
- Gleriile Academiei, Veneția
- Grădina sculpturilor, Veneția
- Gipsoteca Canoviană, Possagno (Treviso), 1955-1957
- Muzeul Correr, Veneția, 1952-1953, 1957-1969
- Muzeul armelor al Castelului Brescia, 1971-1978, completat post mortem
- Muzeul civic din Castelvecchio, Verona, 1956-1964
- Muzeul Revoltella Trieste, 1963-1978, completat post mortem
- Pavilionul Venezuelei, Veneția, 1953-1956
- Palatul Abatellis (Galeria Regională din Sicilia), Palermo, 1953-1954

### Clădiri
- Sala Manlio Capitolo

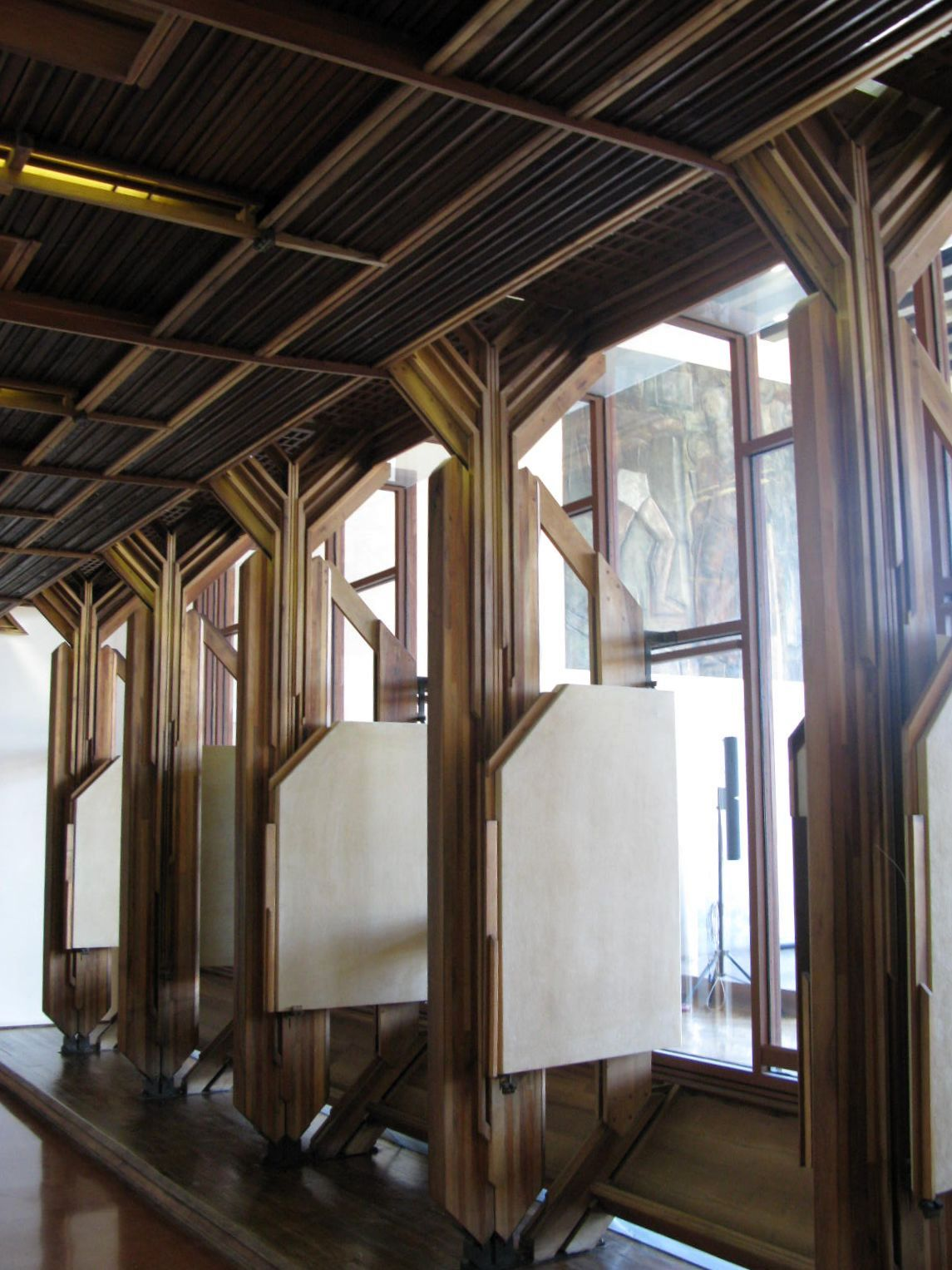
Boiserie, Ca' Foscari 1956

- Banca Catolică a Veneției din Treviso
- Banca Populară din Gemona del Friuli, Gemona (Udine), 1978 - 1984
- Banca Populară din Verona, Verona, 1973-1982 completata post mortem
- Bienala XXVI: intrarea, Veneția
- Campingul Fusina, Fusina (Veneția), 1957-1959
- Fundația Masieri, Veneția, 1968-1983
- Fundația Querini Stampalia[15], Veneția, 1961-1963
- Hotel Minerva, Florența, 1958-1961
- Intrarea Facultății de Arhitectură IUAV - sediul Tolentini (al III-lea proiect), Veneția, 1966-1985
- Palatul Chiaramonte Steri - Sediul rectoratului Universității din Palermo; 1973-1978
- Sala consiliului, Parma, 1955-1956
- Sediul La Nuova Italia Editrice
- Universitatea Ca' Foscari, restaurarea și Sala Mario Baratto, Veneția, 1935-1937; 1955-1956
- Universitatea Ca' Foscari, portalul sediului Facultății Umaniste și de Filozofie, Veneția, 1976-1978, realizat post mortem

### Biserici
- Biserica Nostra Signora del Cadore, Borca di Cadore (BL), 1956-1961
- Biserica Sfântului Ioan Botezătorul, Firentuola (FI), 1955-1966

### Magazine
- Caffè Lavena
- Cantina Institutului Etnologic (Zona degustării) San Michele în Adige (TN), 1964 1966
- Magazinul “A la piavola de franza” (îmbrăcăminte), Veneția
- Magazinul Gavina, Bologna, 1961-1963
- Magazinul Nobili, Guastalla (RE), 1977
- Magazinul Olivetti, Veneția, 1957-1958
- Magazinul Salviati, Veneția, 1958 - 1960

### Sculpturi
- Sculptura Asta, Monselice (Padova), 1968
- Sculptura Crescita, Monselice (Padova), 1968
- Sculptura Diedro- Lente Contafili, Monselice (Padova), 1968
- Sculptura Erme, Monselice (Padova), 1968
- Sculptura Meridiana, Monselice (Padova), 1968

## Premii
- Premiul Olivetti, 1956
- Marele Premiu al Juriului Internațional la trienala din Milano, 1960
- Premiul Național IN-ARCH pentru restaurarea și amenajarea Palatului Abatellis, Roma, 1962
- Premiul Presidenza della Republica pentru arhitectură, 1967
- Titlul de membru al Royal British Institute of Design, 1970
- Titlul de membru al Academiei Olimpice din Vicenza, 1973
- Titlul de membru al Fundației Pierre Chareau din Paris, 1975
- Titlul de membru al Academiei Sfântului Luca din Roma, 1976